# Cerco de Drépano
O Cerco de Drépano, que se desenrolou juntamente com o Cerco de Lilibeu, foi um cerco realizado pela República Romana contra as bases navais cartaginesas de Drépano e Lilibeu entre 249 e 241 a.C. durante a Primeira Guerra Púnica. Ambos foram encerrados depois da derrota cartaginesa na Batalha das Ilhas Égadas, em 241 a.C., que significou a rendição da Sicília aos romanos.

## História
Drépano e Lilibeu (moderna Marsala) era duas poderosas fortalezas navais cartaginesas na extremidade ocidental da Sicília e que foram sujeitas a um prolongado ataque romano no final da Primeira Guerra Púnica. No começo do cerco, a vitória naval dos cartagineses sobre os romanos na Batalha de Drépano acabou com o bloqueio naval às duas cidades e permitiu que os cartagineses continuassem a fornecer, por mar, apoio às duas cidades sitiadas. O acesso por terra a Drépano era controlado pelo monte Érice, uma região contestada pelos dois exércitos, mas que acabou finalmente sendo dominada pelos romanos.
Em 241 a.C., os romanos, liderados pelo procônsul Caio Lutácio Cátulo, haviam reconstruído sua frota e reforçaram o cerco a Drépano, forçando os cartagineses a enviarem uma nova frota. A frota de Cartago acabou interceptada e destruída pela recém-construída frota romana na Batalha das Ilhas Égadas, o que encerrou a Primeira Guerra Púnica.